# ITIM
I motivi ITIM (acronimo inglese di Immunoreceptor Tyrosine-based Inhibition Motif) sono delle sequenze di amminoacidi (S/I/V/LxYxxI/V/L) che si trovano nell'estremità citoplasmatica di molti recettori inibitori del sistema immunitario. Quando i recettori inibitori che contengono questi motivi interagiscono con il loro ligando i motivi ITIM vengono fosforilati da enzimi appartenenti alla famiglia delle protein chinasi src e questo permette il reclutamento di altri enzimi come fosfotirosina e fosfatasi che diminuiscono l'attivazione di molecole coinvolte nella segnalazione cellulare. Gli antagonisti si chiamano profili ITAM.